# Toy's Factory
Toy's Factory (トイズファクトリー) est un label de musique fondé le 10 mai 1990, l'un des plus importants du Japon.

## Artistes
- BABYMETAL
- Mr. Children
- Sekai no Owari
- REOL
- Dempagumi.inc
- meme tokyo.
- Eve
- Riria.(りりあ。)